# European Open 2023
European Open 2023 a fost un turneu de tenis masculin care s-a jucat pe terenuri hard indoor. A fost cea de-a opta ediție a Openului European și a făcut parte din seria turneelor ATP 250 din Circuitul ATP 2023. A avut loc la Lotto Arena din Anvers, Belgia, în perioada 16–22 octombrie 2023.

## Campioni

### Simplu
Pentru mai multe informații consultați European Open 2023 – Simplu

### Dublu
Pentru mai multe informații consultați European Open 2023 – Dublu

## Distribuția punctelor
| Probă  | C   | F   | SF | QF | R16 | R32 | Q   | Q2  | Q1  |
| Simplu | 250 | 150 | 90 | 45 | 20  | 0   | 12  | 6   | 0   |
| Dublu  | 250 | 150 | 90 | 45 | 0   | N/A | N/A | N/A | N/A |

### Premii în bani
| Probă  | C         | F        | SF       | QF       | R16      | R28     | Q2      | Q1      |
| Simplu | 102.460 € | 59.760 € | 35.135 € | 20.360 € | 11.825 € | 7.225 € | 3.610 € | 1.970 € |
| Dublu* | 35.600 €  | 19.040 € | 11.160 € | 6.240 €  | 3.680 €  | N/A     | N/A     | N/A     |

*per echipă